# Maskarada w obłokach czyli podróż napowietrzna na Morze Północne
Maskarada w obłokach, czyli podróż napowietrzna na Morze Północne – powieść przygodowa Teodora Tripplina, wydana w 1856 roku.
Zaliczana do pierwszych polskich, lecz także do wczesnych światowych utworów fantastyczno-naukowych, wyprzedza ona o siedem lat znaną klasyczną powieść Juliusza Verne’a, wykorzystującą podobny motyw (Pięć tygodni w balonie, 1863). 

## Treść
Opisana podróż ma swój początek w Londynie, a jej bohater zwiedza Anglię, Francję i Szwajcarię. Pierwszy tom opisuje podróż balonem, a drugi – jego wędrówki po Francji i Szwajcarii w poszukiwaniu miłości. Wraz z pilotem balonu i nieznaną mu towarzyszką podróży, bohater udaje się na wyprawę balonem: najpierw do Francji, skąd powrócono na Wyspy Brytyjskie, docierając do Morza Północnego. Stamtąd następuje powrót statkiem do Londynu. Akcja drugiego tomu rozgrywa się kilka lat później i opisuje podróż po Europie polskiego lekarza, opłakującego śmierć skrycie kochanej przez niego towarzyszki podróży.